# 普劳图斯
普劳图斯（Titus Maccius Plautus，约前254年—前184年），古罗马剧作家，他的喜剧是现在仍保存完好的拉丁语文学最早的作品。同时他也是音乐剧最早的先驱者之一。以他的名义流传的剧本有130部，现存21部喜剧。代表作有《吹牛军人》、《撒谎者》、《俘虏》等。
普劳图斯生于罗马城附近沙尔辛那地方的平民家庭。早年到罗马城，精习拉丁文与希腊文。曾在剧院做木匠，后积资经商，失败后在磨坊做工，兼写作剧本。相传写喜剧一百三十部，据研究只有二十二部是真的，其他都是后人伪作。主要作品有《孪生兄弟》《吹牛的军人》《一罐黄金》《蝗虫》《俘虏》《驴子》等。多根据希腊后期喜剧作家米南德的作品改编而成。常以隐喻、暗示和滑稽笑闹等方式，讽刺当时社会的淫乱、贪婪、寄生等风习，嘲笑富人、贵族，对奴隶表示同情。剧中没有歌舞，只有对话，接近于近代戏剧。

## 现存作品
- 《安菲特律昂》（Amphitryon）
- 《驴的喜剧》（Asinaria）
- 《一坛黄金》（Aulularia）
- 《巴克基斯》（Bacchides）
- 《俘虏》（Captivi）
- 《卡西娜》（Casina）
- 《匣子》（Cistellaria）
- 《库尔库利奥》（Curculio）
- 《埃皮埃库斯》（Epidicus）
- 《孪生兄弟》（Menaechmi）
- 《商人》（Mercator）
- 《吹牛军人》（Miles Gloriosus）
- 《凶宅》（Mostellaria）
- 《波斯人》（Persa）
- 《布匿人》（Poenulus）
- 《撒谎者》（Pseudolus），又译《普修多罗斯》
- 《缆绳》（Rudens）
- 《斯提库斯》（Stichus）
- 《三块钱一天》（Trinummus）
- 《粗鲁汉》（Truculentus）